# Antônio Carlos Bicalho Lana
Antônio Carlos Bicalho Lana (Ouro Preto, 2 de março de 1949 - São Paulo, 30 de novembro de 1973) foi um militante e dirigente brasileiro da Ação Libertadora Nacional, participando de diversas ações de guerrilha urbana contra o regime militar, tendo créditos inclusive na espionagem a José Armando Rodrigues que em agosto de 1970 teve seu estabelecimento comercial invadido em uma ação da organização e acabou sendo morto com 4 tiros.
Preso, torturado na prisão e morto por militares do DOI-CODI em 1973. Seus restos foram identificados em São Paulo, em 1991, no Cemitério de Perus, na capital paulista.
É um dos casos investigados pela Comissão da Verdade, que apura mortes e desaparecimentos durante o período da ditadura militar brasileira.

## Biografia
Nascido em 2 de Março de 1948, em Ouro Preto  era um dos muitos filhos de Adolfo Bicalho Lana e Adalgisa Gomes de Lana. Cursou o Primário no Grupo Escolar D.Pedro II e o ginásio na Escola Municipal Marília de Dirceu, em Ouro Preto, onde também iniciou o Ensino Médio, mas não concluiu os estudos. 
Na década de 60, teve seu ingresso no movimento estudantil ao atuar ao lado de militantes universitários, secundaristas e operários. Depois de se filiar à Corrente, mudou-se para Belo Horizonte onde ficou durante os anos de 1969 e 1970 e atuou em ações armadas.
Viajou para Cuba, onde recebeu treinamentos de guerrilha durante seis meses.Segundo a mãe do militante,ele teria sido ainda convidado por Fidel Castro e Osvaldo Dorticós Torrado a permanecer no país,Castro e o então presidente teriam lhe dito que o consideravam mais habilidoso que seus soldados,porém recusou o pedido retornando assim para o Brasil como clandestino. Foi também para o Ceará e, no início de 1971, para São Paulo,já atuando como dirigente da Ação Libertadora Nacional,cargo lhe foi dado devido a sua coragem e ousadia nas ações armadas e suas exímias habilidades como motorista e atirador.

## Vida na militância e Massacre na Mooca
Usando como pseudônimos os nomes Bruno, Cal, Cristiano, Mateus,Jair e Lucas, Antônio Carlos viveu sua vida dedicando-se à luta armada oque contribuiu para que fosse acusado pelos órgãos de segurança de ter participação em diversas ações semelhantes em São Paulo. Deu-se conta da dificuldade que era fazer parte de um movimento desse tipo, quando viu prisões, torturas e assassinatos de seus companheiros de luta.

### Emboscada em São Paulo
Em 4 de fevereiro de 1972, Lana e Iuri Xavier passavam pelo bairro do Brooklin em São Paulo quando foram emboscados por agentes armados de fuzis, em uma ação do DOI-CODI. Na fuzilaria, iniciada pelos agentes, duas pessoas foram mortas e uma mulher ficou ferida. Os militantes, porém, conseguiram romper o cerco na ocasião e escaparam ilesos.
A operação foi mais uma das tentativas falhas dos agentes para pegá-los. Ambos já haviam sido reconhecidos quando conversavam dentro de um carro e, ao perceberem que estavam sendo observados, reagiram atirando. Nessa oportunidade, acabaram por atingir o soldado Jordão Chamelet na perna. Por fim, abandonaram o veículo no qual se encontravam anteriormente e roubaram um Opala, no qual empreenderam a fuga.

### Sobrevivente de massacre do DOI-CODI
Em 14 de junho de 1972, foi o único sobrevivente de um massacre organizado novamente pelo DOI-CODI, no restaurante Varella, no bairro da Mooca, SP, apesar de ter levado três tiros. Ana Maria Nacinovic Correa,  Marcos Nonato da Fonseca, Iuri Xavier Pereira e Antônio Carlos almoçavam no restaurante quando o proprietário do estabelecimento, Manoel Henrique de Oliveira, telefonou para o DOI-CODI avisando sobre a presença de alguns dos "procurados" presentes nos cartazes feitos pelos órgãos de segurança da época. Contudo, há controvérsias sobre essa versão (a de que a denúncia partiu do dono do restaurante), como relata Jacob Gorender em seu livro Combate nas Trevas - A esquerda brasileira: das ilusões perdidas à luta armada, de 1987, á pagina 237 (ISBN 85 08 02702 8}. Os agentes, assim que se certificaram da presença dos quatro militantes, montaram uma emboscada ao redor do estabelecimento, mobilizando uma grande quantidade de policiais. Segundo depoimento do próprio Antônio Carlos, os quatro foram vítimas de um tiroteio iniciado pelos policiais. Os tiros vinham de todos os lados e, ao abaixar-se para abrir a porta de seu carro para que os colegas se protegessem, levou tiros nos braços, nas pernas e no pé direito. Tentou utilizar sua metralhadora, mas ela travou no momento. Ao sair correndo pela rua, viu os colegas irem em direção oposta, sendo o único sobrevivente do massacre. Após o ocorrido, o DOPS emitiu um comunicado destinado à população e aos hospitais pedindo que dessem qualquer informação sobre o paradeiro do fugitivo.

### Impasse na ALN
Em 1973 após o massacre, os membros da ALN passaram a perceber que o cerco começava a se fechar em torno do grupo. As sucessivas prisões de militantes da equipe e as operações bem sucedidas de militares na captura dos mesmos vinham dificultando a existência de um líder fixo e naquela altura começaram as suspeitas de que havia pessoas infiltradas na organização.
Com isso muitos dos principais militantes deixaram o Brasil com o intuito de preservar seus cargos e manterem-se vivos, segundo depoimentos datados de 2004 dados por Moema São Thiago, que também integrava a organização na época, Lana, não obstante o perigo que corria, optou por continuar no país e comunicou aos outros para pedirem apoio onde se encontravam.

### Retomada das Ações
O número de integrantes da ALN que já havia diminuído, limitou-se ainda mais após o desvencilhamento de alguns militantes que vieram a formar outros grupos posteriormente com isso, houve a necessidade de que os membros designassem múltiplas tarefas.
Lana que já atuava na direção nacional e era líder de um grupo de fogo dentre o conjunto tático armado assumiu também a coordenação regional do grupo em São Paulo.
Junto a Arnaldo Cardoso Rocha, igualmente do comando nacional, era responsável ora pela elaboração ora pela liderança das ações armadas que moviam a organização.

## Prisão e morte
Era companheiro de Sônia de Moraes Angel, e foram presos juntos em novembro do ano de 1973, na cidade de Santos.
A operação comandada pelos capitães Ênio Pimentel e Freddie Perdigão Pereira — este último supostamente atingido na perna por uma bala disparada por Antônio e que, por esse motivo, passou a almejar sua captura por questões pessoais —, teve início após a prisão de um bancário que integrava a ALN de codinome Fritz que, tendo sido torturado, acabou optando por se tornar informante. Havia também outra pessoa na mesma situação, de codinome Jota. Ele e Fritz se comunicaram com alguns contatos que ainda tinham na organização e foram informaram sobre Lana e onde poderiam encontrá-lo. A perspectiva de sua prisão agradou os agentes que na época buscavam pelo militante que já havia fugido diversas vezes e era acusado de participar de assassinatos e assaltos, inclusive a uma escola.
Em 19 de novembro de 1973,ele foi visto em uma rodoviária junto a um jornalista. Após a informação chegar ao DOI-CODI aqueles que participavam da operação foram condecorados. Depois de identificá-lo e sua residência iniciaram a vigia que durou uma semana.
Antônio e Sônia prosseguiram sendo seguidos em um ônibus no último dia da operação, pararam em um posto de passagens onde ele desceu para comprar bilhetes carregando um lençol na mão onde escondia uma arma calibre 45.Ao aproximar-se do balcão foi atacado por Ênio e capturado após ser submetido a violência dos muitos agentes.
De acordo com declarações dadas alguns anos mais tarde por Celso Pimenta e Oséas de Oliveira , um motorista e um vendedor de passagens que presenciaram a cena,o militante foi espancado por aqueles que executaram sua captura antes de ser levado do local.
Houve ainda uma grande vibração por parte dos órgãos de segurança e dos membros que os compunham após tomarem conhecimento de que Lana havia sido detido,a versão oficial divulgada pelos mesmos, no dia 30, dava a informação de que ambos haviam morrido em consequência de um tiroteio em Santo Amaro, São Paulo, que chegou a ser encenado mais tarde no local por alguns militares. Testemunhas da prisão do casal atestam que os dois foram presos, em Santos, com vida, e vítimas de grande pancadaria para detê-los. Levaram-no então para um centro de detenção clandestino  onde permaneceu em uma cela de acesso restrito, inclusive para alguns membros da própria Investigação, acorrentado por argolas presas as paredes.
Lana passou por longas sessões de tortura comandas pelo Doutor Ney, como era conhecido o capitão do Exército Ênio Pimentel, que visava conseguir o máximo de informações úteis possíveis já que o ''cãozinho'', como o militante passou a ser chamado pelos investigadores, era um dos poucos líderes remanescentes da ALN. Algum tempo depois, Antônio veio a falecer.

## Autópsia e identificação do corpo
O corpo do militante recebeu autópsia dos legistas Harry Shibata e Paulo Augusto de Queiroz Rocha, um ano após sua morte em 5 de dezembro de 1974 .
Shibata e Queiroz se ativeram apenas a descrever a trajetória das balas, sem nada mencionar sobre as marcas de tortura também aparentes no corpo,algo que é possível comprovar a partir as fotos encontradas em 1990 no Departamento de Ordem Política e Social e negaram o fato de que Lana havia sido seviciado. Shibata assumiu ter registrado em seu exame técnicas de necrópsia apenas por uma questão de praxe, sem realizar a operação de fato, esse depoimento faz parte dos anais da CPI da Câmara Municipal de São Paulo, sobre a Vala de Perus.
Exumado e identificado em 1990 com o apoio do governo municipal de Luiza Erundina, teve os restos mortais identificados pela UNICAMP, os tiros que tinha recebido na Mooca foram fundamentais para tal acontecimento, e trasladados para Ouro Preto, em uma cerimonia realizada em 16 de agosto de 1991 entre familiares e amigos que acompanhados de jornalistas e até de alguns militares seguiram cantando a música Caminhando de Geraldo Vandré. Lana também recebeu homenagens na catedral da Sé, em São Paulo, com uma missa celebrada por Dom Paulo Evaristo Arns, e em Ouro Preto, onde Dom Luciano Mendes de Almeida foi o celebrante.

## Investigação póstuma
Em depoimento à Comissão Nacional da Verdade, o ex-sargento do DOI-CODI, Marival Chaves, que trabalhou no DOI-CODI até o início de 1974, diz ter visto corpos de militantes políticos sendo expostos como troféus de guerra. Entre eles, os corpos de Antonio Carlos Bicalho Lana e Sônia Maria Moraes Angel Jones. Segundo ele, isso ocorreu no final de 1973, quando trabalhava como analista de informações. Em suas palavras: "O casal foi trazido para o DOI-CODI depois de morto e mostrado ao público interno. Tinham perfurações na cabeça, nos ouvidos e em outros lugares. O comando era permissivo para esse tipo de atitude".A informação foi dada na mesma sessão em que a Comissão teve o depoimento do coronel Carlos Alberto Brilhante Ustra, ex-comandante do DOI-CODI entre 1970 e 1974, este sendo inclusive o responsável pelas encenações que ocorreram para comprovar a causa da morte de ambos, ainda de acordo com Chaves, o militante chegou a ser utilizado como alvo em um exercício de tiro, enquanto vivo.

## Homenagens
Antônio Carlos Bicalho Lana faz parte de uma lista de 58 pessoas, mortas durante o período da ditadura civil-militar, que foram homenageadas em um monumento na cidade de Belo Horizonte. Entre 1964 e 1985, 85 mineiros morreram após sessões de tortura ou foram executadas antes de serem presas enquanto lutavam contra o regime militar, e a obra visa homenagear aqueles que nasceram no estado. Fica localizada em frente à antiga sede do Dops (Delegacia de Segurança Pessoal e de Ordem Política e Social), na Avenida Alfonso Pena.
A mineira é apenas a primeira das capitais brasileiras a receber o monumento, cujos traços remetem à da bandeira nacional de forma vazada, traz os nomes das vítimas e também um espaço dedicado à colocação de flores para os mortos. Foi idealizado pelo arquiteto gaúcho Tiago Balem e inaugurado em maio de 2013 pelo então Secretário Nacional de Justiça Paulo Abrão. Em seu discurso, disse que o monumento não apenas presta homenagem às pessoas que lutaram pela democracia, como também servem de exemplo para que os atos praticados no período da ditadura não voltem a ocorrer. Ainda falou sobre as opiniões que se referem à ditadura como positiva: "esse tipo de fala revela desconhecimento sobre o período”.
Além disso, em 2017, três cemitérios de São Paulo ganharam placas para homenagear as vítimas da Ditadura Militar que foram sepultadas nos cemitérios municipais da cidade entre os anos de 1969 e 1979. Além dos nomes nas placas, houve também o plantio de árvores de Ipês nesses lugares.
O primeiro a receber a homenagem foi o Cemitério Dom Bosco, seguido do de Campo Grande e, por fim, o de Vila Formosa. O projeto, que contemplou o nome de Antônio Carlos Bicalho Lana, foi uma parceria entre três secretarias: a de Direitos Humanos e Cidadania (SMDHC), a do Verde e Meio Ambiente (SVMA) e a do Serviço Funerário do Município de São Paulo (SFMSP).